# 博布里奇河
51°1′14″N 13°20′22″E / 51.02056°N 13.33944°E
博布里奇河是德國的河流，位於該國東部，處於薩克森自由州，屬於弗賴貝格穆爾德河的右支流，河道全長38公里，流域面積131平方公里，發源自哈特曼斯多夫-賴謝瑙，河口處在賴恩斯貝格。